# メレーン・ウォーカー
メレーン・ウォーカー（Melaine Walker、1983年1月1日‐）は、ジャマイカの陸上競技選手である。2008年に開催された北京オリンピックの400メートルハードルで、52秒64のオリンピック新記録をマークし、金メダルを獲得した。翌年の世界選手権でも大会新記録の52秒42で優勝した。

## 記録
- 100mH　12秒75　（2006年6月9日）
- 400m　　51秒61　（2008年3月22日）
- 400mH　52秒42　（2009年8月20日、世界歴代4位）

## 主な成績
| 年   | 大会                               | 場所                         | 種目  | 結果 | 記録   |
| ---- | ---------------------------------- | ---------------------------- | ----- | ---- | ------ |
| 1998 | 世界ジュニア選手権                 | アヌシー(フランス)           | 200m  | 5位  | 23秒72 |
| 1999 | 世界ユース選手権                   | ブィドゴシュチュ(ポーランド) | 100mH | 6位  | 13秒80 |
| 1999 | 世界ユース選手権                   | ブィドゴシュチュ(ポーランド) | 200m  | 2位  | 23秒72 |
| 2000 | 世界ジュニア選手権                 | サンティアゴ(チリ)           | 400mH | 3位  | 56秒96 |
| 2002 | 世界ジュニア選手権                 | キングストン(ジャマイカ)     | 100mH | 5位  | 13秒66 |
| 2002 | 世界ジュニア選手権                 | キングストン(ジャマイカ)     | 400mH | 2位  | 56秒03 |
| 2007 | IAAFワールドアスレチックファイナル | シュトゥットガルト(ドイツ)   | 400mH | 3位  | 54秒31 |
| 2008 | オリンピック                       | 北京(中華人民共和国)         | 400mH | 1位  | 52秒64 |
| 2008 | IAAFワールドアスレチックファイナル | シュトゥットガルト(ドイツ)   | 400mH | 1位  | 54秒06 |
| 2009 | 世界選手権                         | ベルリン(ドイツ)             | 400mH | 1位  | 52秒42 |
| 2011 | 世界選手権                         | テグ(韓国)                   | 400mH | 2位  | 52秒73 |